# ساطر

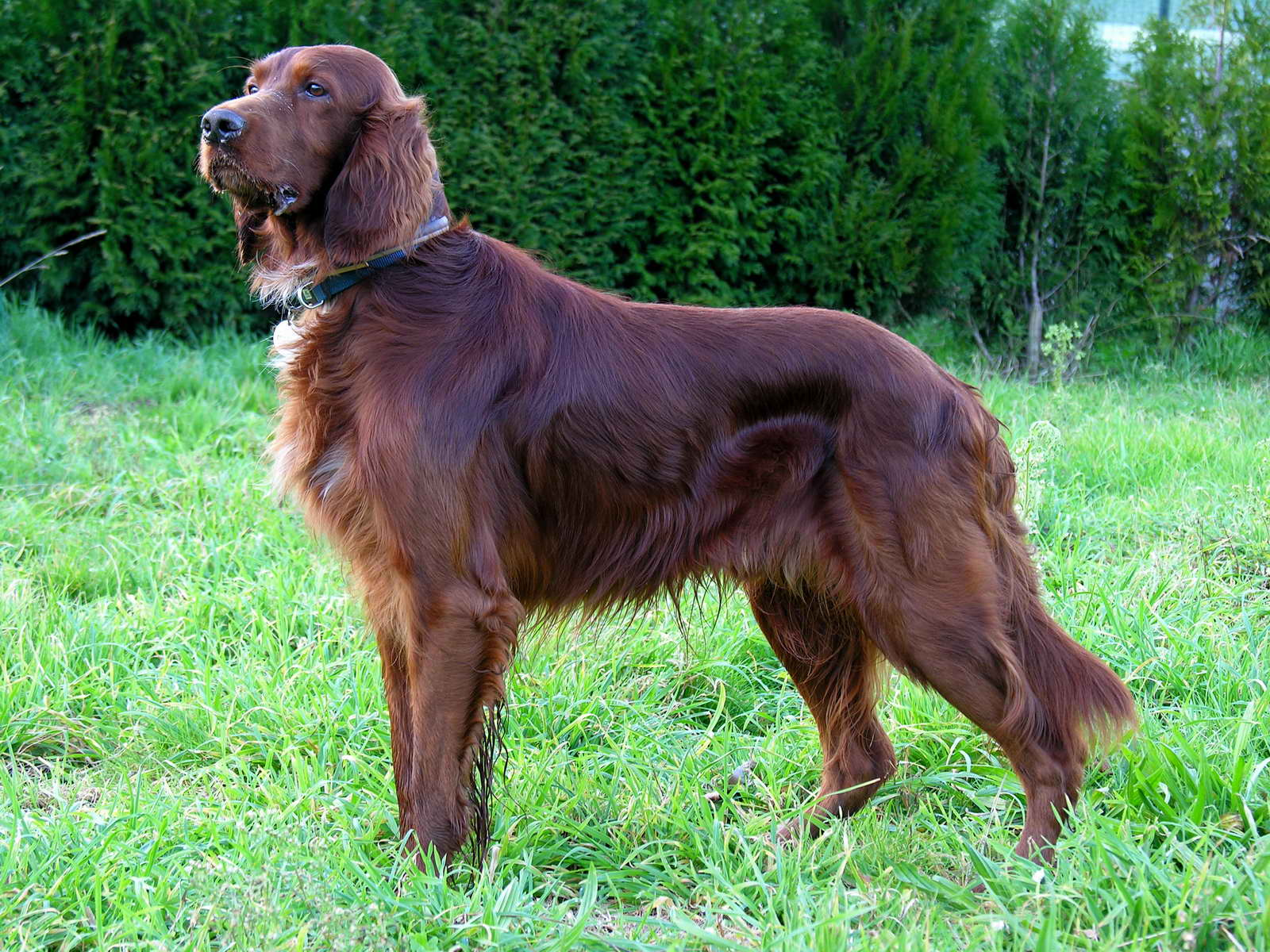
الساطر.

السَّاطِر (بالإنجليزية: Setter)‏ هو كلب صيد معروف يعد من أقدم أنسال كلاب الصيد، حيث يستخدم للبحث عن الطيور مثل طائر السلوى وطائر الطيهوج وطائر التدرج.

## فصائله
هناك ثلاث سلالات من فصيلة الساطر:
1. إنجليزية (English Setter).
2. جوردونية (Gordon Setter).
3. ايرلندية(Irish Setter).

## شكله
يبلغ ارتفاعه حوالي 64سم، ويتراوح وزنه ما بين 27 و33 كجم. ويتميز الساطر عن غيره من كلاب الصيد بوجهه المميز وشعره الناعم الطويل ولهذا الكلب فرو طويل يغطي جسمه، أبيض وأحمر وبني مائل إلى الصُّفرة، أو مزيج من الألون الأبيض والأسود والأصفر والبرتقالي. وله أيضا شعر طويل يسمونه ريشًا يغطي رجليه وذيله. يفضّل العديد من مالكي هذه الكلاب أن يكون للكلب شعر أبيض مع بقع صغيرة ملونة بدلا من الشعر ذي التبقع الكثير الداكن. ويتميز كل نوع عن الآخر بالشعر والعيون والأنف.

## استخدامه
استخدم هذا الكلب في الصيد خلال خمسينيات القرن السادس عشر الميلادي، وهي كلاب ذكية ووديعة حيث يصطاد الساطر الطرائد بالطريقة نفسها التي يقوم بها البوينتر. فهو يذرع المكان حتى يشم رائحة الطريدة ثم يصل إلى نقطة يشير بأنفه عندها نحو الطريدة فيتقلص جسمه، ويرتفع ذيله باستقامة، وفي بعض الأحيان يرفع أحد مخالبه الأمامية خلال إشاراته. ويبقى الكلب محتفظا بالإشارة حتى يجفل الصياد الطريدة فتتحرك من مخبئها. وبعد إطلاق النار يحضر الساطر الطريدة ويتميز هذا الكلب بالسرعة والرشاقة وله حاسة شم قوية يعرف بها مكان الفريسة وذلك بإشارة من أنفه نحو الفريسة.

## صور لفصائله

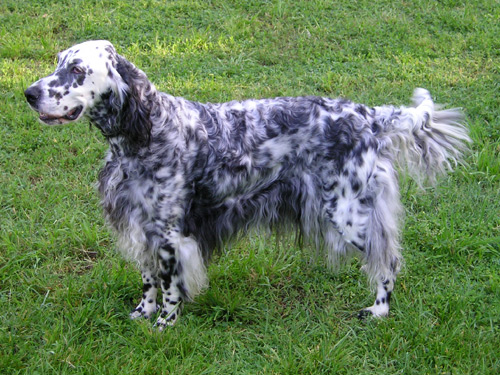
الساطر الإنجليزي
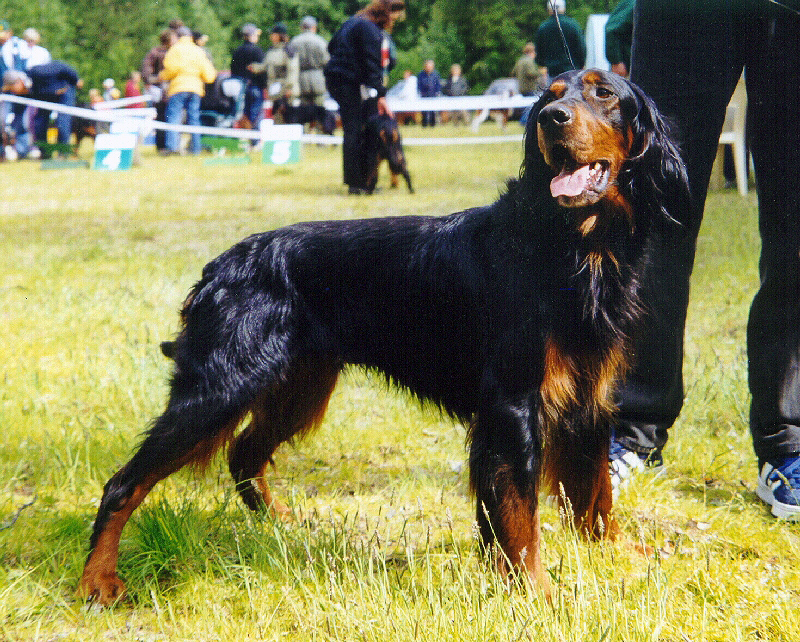
الساطر الجوردوني
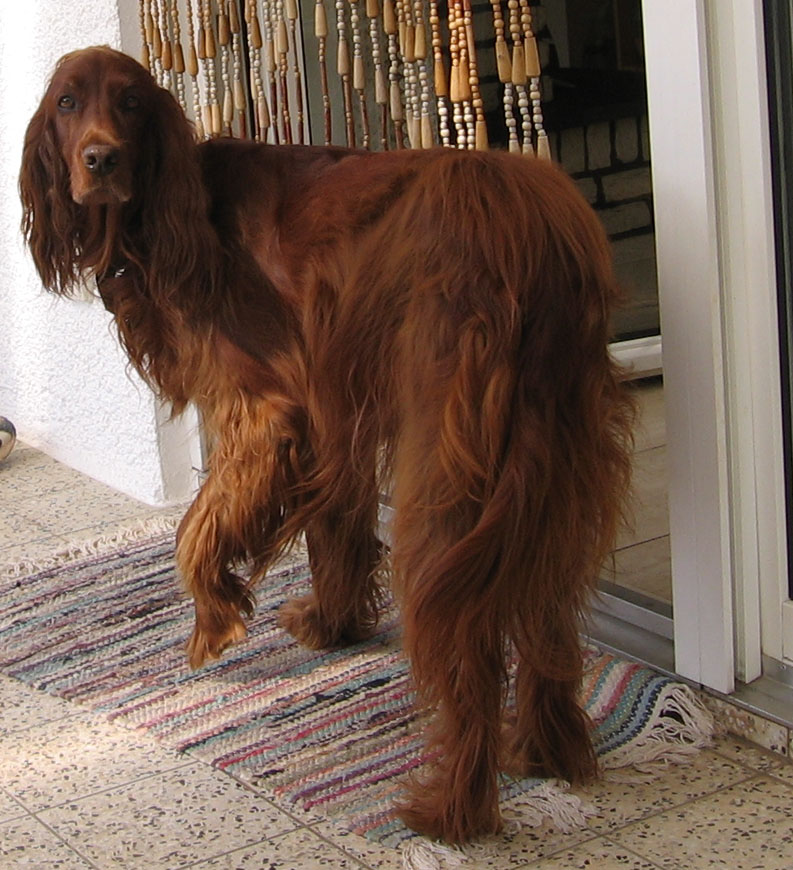
الساطر الإيرلندي

## روابط خارجية
- AKC Setters page